# Maria Chrząszczowa
Maria Chrząszczowa (18. června 1913 Varšava – 29. ledna 1979 tamtéž) byla polská umělecká fotografka a členka varšavského obvodu Svazu polských uměleckých fotografů.

## Životopis
Maria Chrząszczowa byla dcerou Marie (rozené Gebethnerové) a Józefa Pfeifferových, dětství prožila ve Varšavě. Po absolvování škol Kowalczykówny a Jaworkówny - s maturitou se stala studentkou Městské uměleckoprůmyslové školy ve Varšavě, kde se v té době začala věnovat své fotografické činnosti. V roce 1934 žila v Rudzy u Krakova. Provdala se za Michala Chrząszcze. V srpnu 1939 se vrátila do Varšavy, kde začala pracovat ve firmě „Foto-Greger“, největším předválečném polském fotografickém obchodu Kazimierze Gregera.
Zvláštní místo v tvorbě Marie Chrząszczowé zaujímala fotografie architektury, především ve Varšavě. V roce 1945 připravila fotografickou dokumentaci ničení poválečné Varšavy, jejímž výsledkem byla v roce 1945 výstava fotografií „Warszawa oskarża“. Od konce roku 1945 pracovala na fotografické dokumentaci koncentračního tábora Osvětim, fotografické dokumentaci Vratislavi, Jelení Hory, Kladska. V následujících letech pracovala jako fotoreportérka v Polské tiskové agentuře ve Varšavě, ve společnosti „Foto-Service“ Kazimiery Funkiewiczowé a (jako retušérka) ve Výstavní a veletržní společnosti ve Varšavě. Spolupracovala (mimo jiné) s časopisy: Architektura, Kobieta nebo Stolica.
V roce 1952 byla Maria Chrząszczowa přijata za členku varšavského obvodu Svazu polských uměleckých fotografů. V letech 1953–1974 byla lektorkou a vedla fotografický ateliér na katedře polské architektury na Varšavské technické univerzitě.
Sbírka fotografií Marie Chrząszczowé se nachází (mimo jiné) ve sbírkách Varšavského muzea a ve sbírkách Nadace pro archeologii fotografie.

## Vybrané výstavy
Podle zdroje:
- "Warszawa oskarża" (Varšava 1945)[6]
- "Kronikarki" (Varšava 2011)[10]
- "Nová Varšava 1961-1972"; Galerie nadace Archeologie fotografie (Varšava 2015)[3][8]

V roce 2008 se v Národní galerii umění Zachęta ve Varšavě konala výstava Polské fotografky 20. století, která představila tvůrčí počiny padesáti polských dokumentaristek od 70. let 20. století, kde byly také prezentovány fotografie Marie Chrząszczowé. Mezi dalšími vystavujícími byly například: Małgorzata Apathy,
Anna Beata Bohdziewicz, Anna Brzezińska-Skarżyńska, Anna Chojnacka, Zofia Chomętowska, Maria Antonina Czaplicka, Irena Elgas-Markiewicz, Krystyna Gorazdowska, Helena Hartwigová, Joanna Helanderová, Wanda Herse, Halina Holas-Idziakowa, Irena Jarosińska-Małek, Irena Kummant-Skotnicka, Krystyna Łyczywek, Bożena Michaliková, Maria Kietlińska, Janina Mierzecka, Janina Mokrzycka, Anna Musiałówna, Zofia Nasierowska, Fortunata Obrąpalska, Julia Pirotte, Danuta Rago, Jadwiga Rubiś, Zofia Rydet, Jadwiga Wolska nebo Bolesława Zdanowska.

## Publikace (alba)
Podle zdroje:
- „Sześcioletni plan odbudowy Warszawy” („Šestiletý plán na rekonstrukci Varšavy“, 1950)
- „Ogrody polskie Gerarda Ciołka” ("Polské zahrady Gerarda Ciołka", 1954)
- "MDM" (1955)
- "Sandomierz" (1956)
- „Zamki śląskie Bohdana Querqina” ("Slezské hrady od Bohdana Querqina", 1957)
- „Architektura drewniana w Polsce Witolda Krassowskiego” ("Dřevěná architektura v Polsku Witolda Krassowského", 1961)
- „Kronikarki. Zofia Chomętowska – Maria Chrząszczowa. Fotografie Warszawy 1945–1946” (2012)[12][13]